# Räknesätt
Räknesätt är en binär matematisk operation och utgör de vanligaste matematiska operationerna. Det finns fyra fundamentala räknesätt:
- Addition (+)
  - term + term = summa (summan bildas genom att termerna läggs samman)
- Subtraktion (−)
  - term − term = differens (differensen bildas genom att den andra termen "dras av" från den första termen)
- Multiplikation (· eller ×)
  - faktor · faktor = produkt (om minst en av faktorerna är ett rationellt tal [bråktal] kan produkten bildas genom upprepad addition av faktorerna; denna definition fungerar emellertid inte om ingen av faktorerna är rationella tal.)[2]
- Division (/ eller ÷)
  - täljare / nämnare = kvot (kvoten är det tal k som satisfierar ekvationen nämnaren · k = täljaren, förutsatt att nämnaren inte är 0. Division med 0 är odefinierad.)[2]

Utöver de fyra vanliga räknesätten finns exempelvis potensräkning ("upphöjt till") och räkning med rotuttryck.
Addition och multiplikation är symmetriska eller kommutativa: a + b = b + a och a · b = b · a. Subtraktion är kopplat till addition eftersom a + b = c ger c − a = b. Man säger att subtraktion är den inversa operationen till addition. På motsvarande sätt är multiplikation och division kopplade.
De fyra vanliga räknesätten kan användas på reella tal och komplexa tal. 
De fyra vanliga räknesätten utgör vad som också kallas elementär aritmetik och som behandlas i elementär algebra.
Den abstrakta algebran är en generalisering av den elementära, och omfattar aritmetiska operationer som används på så kallade algebraiska strukturer. Operationerna i den abstrakta algebran kallas ofta addition och multiplikation, men behöver inte vara identiska med de som används i den elementära algebran.